# Sekkoïa
Sekkoïa est un éditeur de jeux de société basé en France, à Issy-les-Moulineaux et Paris. Le catalogue est actuellement limité aux jeux de Bernard Tavitian : Blokus, Blokus duo et Blokus trigon. Le créateur et dirigeant de la société est Pierre-Jacques Jouars.

## Quelques jeux édités
- Blokus, 2001, Bernard Tavitian, Concours de créateurs de jeux de Besançon  Boucle d'Or 1999, As d'or Jeu de l'année  2001, Japan Boardgame Prize  jeu japonais 2002, Mensa Select Mind Games  2003
- Blokus duo, 2005, Bernard Tavitian, Sceau d'excellence Option consommateurs  2006
- Blokus trigon, 2006, Bernard Tavitian